# (35652) 1998 MT29
1998 MT29 (asteroide 35652) é um asteroide da cintura principal. Possui uma excentricidade de 0.09671450 e uma inclinação de 10.00994º.
Este asteroide foi descoberto no dia 24 de junho de 1998 por LINEAR em Socorro.